# Stour (Kent)
Stour (ang. River Stour, Kentish Stour) – rzeka w południowo-wschodniej Anglii, w hrabstwie Kent. Długość rzeki wynosi 93 km.
Rzeka rozpoczyna swój bieg jako Great Stour, wypływając ze źródła położonego 75 m n.p.m., w pobliżu wsi Lenham. W górnym biegu płynie na południowy wschód. W mieście Ashford wpada do niej rzeka East Stour, po czym rzeka skręca na północny wschód, dalej przepływa przez miasto Canterbury. W pobliżu osady Plucks Gutter, w miejscu gdzie wpada do niej rzeka Little Stour, przyjmuje nazwę Stour. Tuż przed ujściem tworzy zakole i przepływa przez miasto Sandwich. Uchodzi do zatoki Pegwell Bay na Morzu Północnym.